# Wrightsville (Pennsilvània)
Wrightsville és una població dels Estats Units a l'estat de Pennsilvània. Segons el cens del 2000 tenia 2.233 habitants.

## Demografia
Segons el cens del 2000, Wrightsville tenia 2.223 habitants, 955 habitatges, i 606 famílies. La densitat de població era de 1.384,4 habitants per km².
Dels 955 habitatges en un 29,7% hi vivien nens de menys de 18 anys, en un 46,1% hi vivien parelles casades, en un 11,1% dones solteres, i en un 36,5% no eren unitats familiars. En el 30,6% dels habitatges hi vivien persones soles l'11,4% de les quals corresponia a persones de 65 anys o més que vivien soles. El nombre mitjà de persones vivint en cada habitatge era de 2,33 i el nombre mitjà de persones que vivien en cada família era de 2,86.
Per edats la població es repartia de la següent manera: un 23,1% tenia menys de 18 anys, un 7,6% entre 18 i 24, un 31,4% entre 25 i 44, un 22,7% de 45 a 60 i un 15,2% 65 anys o més.
L'edat mediana era de 38 anys. Per cada 100 dones de 18 o més anys hi havia 92 homes.
La renda mediana per habitatge era de 37.379$ i la renda mediana per família de 47.083$. Els homes tenien una renda mediana de 33.587$ mentre que les dones 23.073$. La renda per capita de la població era de 18.711$. Entorn del 4,9% de les famílies i el 5,8% de la població estaven per davall del llindar de pobresa.

## Poblacions més properes
El següent diagrama mostra les poblacions més properes.